# Sílvia Tarragó i Castrillón
Sílvia Tarragó i Castrillón   (Sant Andreu de Palomar, 1971) és una periodista i escriptora catalana. És autora de llibres de relats, poemaris, novel·les i llibres de saga juvenil. Durant catorze anys va exercir de llibretera, ofici que va inspirar la seva novel·la L'amor i la lectura (2018).

## Obres publicades
- La veu del guix. [S.l: s.n.], 1997
- La vida vençuda. Argentona: La Comarcal, 1998
- Aurora boreal. Barcelona: Edebé, 2013
- Temps de llum. Barcelona: Columna, 2016
- L'amor i la lectura. Barcelona: Comanegra, 2018
- L'obrador dels prodigis. Barcelona: Columna, 2019

## Premis
- Premi de narrativa juvenil Vall d'Uixó[cal citació]